# 奥内佐格数
奥内佐格数（Ohnesorge number）是流体力学中用来度量黏滯力与惯性力和表面张力的相互关系的无量纲量。这个数是由Wolfgang von Ohnesorge于1936年在他的博士论文中提出的。
奥内佐格数定义为
{\displaystyle \mathrm {Oh} ={\frac {\mu }{\sqrt {\rho \sigma L}}}={\frac {\sqrt {\mathrm {We} }}{\mathrm {Re} }}}
其中
- {\displaystyle \mu }是流体的黏性系数，
- {\displaystyle \rho }是流体的密度，
- {\displaystyle \sigma }是表面张力，
- {\displaystyle L}是特征长度，
- {\displaystyle \mathrm {Re} }是雷诺数，
- {\displaystyle \mathrm {We} }是韦伯数。